# TNA Turning Point
Turning Point foi um evento pay-per-view produzido pela Total Nonstop Action Wrestling. Foi realizado pela primeira vez em dezembro de 2004. Todas as edições tinham sido realizadas até 2008 no mês de dezembro, quando a TNA mudou para novembro. Teve sua última edição em 2012. Em 2013 o Turning Point voltou como uma edição especial do Impact Wrestling.

## Edições
| #                           | Edição                          | Data                   | Cidade           | Arena                    | Evento principal | Ref.   |
| --------------------------- | ------------------------------- | ---------------------- | ---------------- | ------------------------ | --- | ------ |
| 1                           | Turning Point (2004)            | 5 de dezembro de 2004  | Orlando, Flórida | Universal Orlando Resort | America's Most Wanted (Chris Harris e James Storm) vs. Triple X (Christopher Daniels e Elix Skipper)                                                                             | [ 3 ]  |
| 2                           | Turning Point (2005)            | 11 de dezembro de 2005 | Orlando Flórida  | Impact! Zone             | Jeff Jarrett (c) vs. Rhino pelo NWA World Heavyweight Championship. | [ 4 ]  |
| 3                           | Turning Point (2006)            | 10 de dezembro de 2006 | Orlando Flórida  | Impact! Zone             | Samoa Joe vs. Kurt Angle | [ 5 ]  |
| 4                           | Turning Point (2007)            | 2 de dezembro de 2007  | Orlando Flórida  | Impact! Zone             | Samoa Joe, Kevin Nash e Eric Young vs. Angle Alliance (Kurt Angle, A.J. Styles e Tomko)                                                                                          | [ 6 ]  |
| 5                           | Turning Point (2008)            | 9 de novembro de 2008  | Orlando Flórida  | Impact! Zone             | Sting (c) vs. A.J. Styles pelo TNA World Heavyweight Championship. | [ 7 ]  |
| 6                           | Turning Point (2009)            | 15 de novembro de 2009 | Orlando Flórida  | Impact! Zone             | A.J. Styles (c) vs. Samoa Joe vs. Daniels pelo TNA World Heavyweight Championship.                                                                                               | [ 8 ]  |
| 7                           | Turning Point (2010)            | 7 de novembro de 2010  | Orlando Flórida  | Impact! Zone             | Jeff Hardy (c) vs. Matt Morgan pelo TNA World Heavyweight Championship. | [ 9 ]  |
| 8                           | Turning Point (2011)            | 13 de novembro de 2011 | Orlando Flórida  | Impact Wrestling Zone    | Bobby Roode (c) vs. A.J. Styles pelo TNA World Heavyweight Championship. | [ 10 ] |
| 9                           | Turning Point (2012)            | 11 de novembro de 2012 | Orlando Flórida  | Impact Wrestling Zone    | Jeff Hardy (c) vs. Austin Aries em uma Ladder match pelo TNA World Heavyweight Championship.                                                                                     | [ 11 ] |
| 10                          | Impact Wrestling: Turning Point | 21 de novembro de 2013 | Orlando, Flórida | Impact Wrestling Zone    | Bully Ray vs. Mr. Anderson em uma luta sem desqualificações. (Se Ray vencesse, Anderson teria que deixar a TNA, caso Anderson vencesse, os Aces & Eights teriam que se separar.) | [ 12 ] |
| (c) - Campeão antes da luta |                                 |                        |                  |                          | |        |

## 2004
Turning Point (2004) foi um evento pay-per-view realizado pela Total Nonstop Action Wrestling, ocorreu no dia 5 de dezembro de 2004 no Universal Orlando Resort na cidade de Orlando, Florida. Seu lema foi: "Destiny Awaits". Esta foi a primeira edição da cronologia do Turning Point.
| #                              | Resultados | Estipulação                                         | Tempo |
| ------------------------------ | --- | --------------------------------------------------- | ----- |
| Dark                           | The Naturals (Chase Stevens e Andy Douglas) derrotaram Mickey Batts e Jerrelle Clark | Tag team match                                      | N/A   |
| 1                              | Team Canada (Bobby Roode & Eric Young) (com Coach D'Amore) derrotaram 3Live Kru (Ron Killings e B.G James) (c).                                                                                | Tag team match pelo NWA World Tag Team Championship | 08:30 |
| 2                              | Sonny Siaki, Hector Garza e Sonjay Dutt derrotaram Kid Kash, Michael Shane e Kazarian (com Traci Brooks)                                                                                       | Six-Man Tag team match                              | 11:01 |
| 3                              | Monty Brown derrotou Abyss | Serengeti Survival match                            | 12:17 |
| 4                              | Pat Kenney e Johnny B. Badd derrotaram The New York Connection (Johnny Swinger e Glenn Gilberti) (com Trinity) (com Jacqueline como árbitra especial)                                          | Tag team match                                      | 07:50 |
| 5                              | Diamond Dallas Page derrotou Raven | Singles match                                       | 12:03 |
| 6                              | Petey Williams (c) (com Coach D'Amore) derrotou Chris Sabin. | Singles match pelo NWA X Division Championship      | 18:11 |
| 7                              | Jeff Hardy, A.J. Styles e Randy Savage derrotaram The Kings of Wrestling (Jeff Jarrett, Kevin Nash e Scott Hall)                                                                               | Six-Man Tag team match                              | 17:52 |
| 8                              | America's Most Wanted (Chris Harris e James Storm) derrotaram Triple X (Christopher Daniels e Elix Skipper) Devido a estipulação do combate, Triple X foi forçada a se separar depois da luta. | Six Sides of Steel cage match                       | 21:01 |
| (c) - Campeão(s) antes da luta | |                                                     |       |

## 2005
Turning Point (2005) foi um evento pay-per-view realizado pela Total Nonstop Action Wrestling, ocorreu no dia 11 de dezembro de 2005 no Impact! Zone em Orlando, Florida. Esta foi a segunda edição da cronologia do Turning Point.
| #                           | Resultados | Estipulação                                                                      | Tempo |
| --------------------------- | --- | -------------------------------------------------------------------------------- | ----- |
| Dark                        | Lance Hoyt e The Naturals (Andy Douglas e Chase Stevens) derrotaram Buck Quartermain, Jon Bolen e Joe Doering.                                     | Six-Man Tag team match                                                           | 07:11 |
| 1                           | Sabu derrotou Abyss (com James Mitchell) | Barbed Wire Massacre match                                                       | 10:58 |
| 2                           | Austin Aries e Matt Bentley (com Traci) derrotaram Alex Shelley e Roderick Strong                                                                  | Tag team match                                                                   | 08:03 |
| 3                           | Raven derrotou Chris K. | Singles match                                                                    | 05:49 |
| 4                           | Team Canada (Eric Young, Bobby Roode, A1 e Petey Williams) (com Coach D´Amore) derrotaram 4Live Kru (Konnan, Ron Killings, B.G James e Kip James). | Eight-Man Tag team match                                                         | 07:16 |
| 5                           | Chris Sabin, Sonjay Dutt e Dale Torborg (com A.J. Pierzynski) derrotaram The Diamonds in the Rough (Simon Diamond, David Young e Elix Skipper).    | Six-Man Tag team match                                                           | 07:58 |
| 6                           | Christian Cage derrotou Monty Brown. | Singles match para definir o desafiante nº um NWA World Heavyweight Championship | 12:38 |
| 7                           | Team 3D (Brother Ray e Brother Devon) derrotaram America's Most Wanted (Chris Harris e James Storm)                                                | Tables match                                                                     | 10:20 |
| 8                           | Samoa Joe derrotou A.J. Styles (c). | Singles match pelo TNA X Division Championship                                   | 18:54 |
| 9                           | Jeff Jarrett (c) derrotou Rhino | Singles match pelo NWA World Heavyweight Championship                            | 17:29 |
| (c) - Campeão antes da luta | |                                                                                  |       |

## 2006
Turning Point (2006) foi um evento pay-per-view realizado pela Total Nonstop Action Wrestling, ocorreu no dia 10 de dezembro de 2006 no Impact! Zone na cidade de  Orlando, Florida. Esta foi a terceira edição da cronologia do Turning Point.
| #                              | Resultados | Estipulação                                         | Tempo |
| ------------------------------ | --- | --------------------------------------------------- | ----- |
| Dark                           | Lance Hoyt e Ron Killings derrotaram Serotonin (Kazarian, Johnny Devine e Maverick Matt) (com Raven).                                                                                   | 3 on 2 Handicap match                               | 04:37 |
| 1                              | Senshi derrotou Alex Shelley, Austin Starr e Jay Lethal. - Dutt eliminou Shelley (07:52) - Senshi eliminou Lethal (08:50) - Starr eliminou Dutt (13:12) - Senshi eliminou Starr (14:38) | Paparazzi Championship Series - Elimination match   | 14:38 |
| 2                              | Eric Young derrotou Traci Brooks (com Bobby Roode) | Bikini contest                                      | N/A   |
| 3                              | Christopher Daniels (c) derrotou Chris Sabin (com Jerry Lynn como árbitro especial). | Singles match pelo TNA X Division Championship      | 12:27 |
| 4                              | A.J. Styles derrotou Rhino | Singles match                                       | 07:31 |
| 5                              | The Latin American Xchange (Homicide e Hernandez) (com Konnan) derrotaram America's Most Wanted (Chris Harris e James Storm) (com Gail Kim)                                             | Flag match                                          | 10:42 |
| 6                              | Abyss (c) (com James Mitchell) derrotou Sting e Christian Cage (com Tomko). | 3-Way Dance pelo NWA World Heavyweight Championship | 11:55 |
| 7                              | Samoa Joe derrotou Kurt Angle | Singles match                                       | 19:17 |
| (c) - Campeão(s) antes da luta | |                                                     |       |

## 2007
Turning Point (2007) foi um evento pay-per-view realizado pela Total Nonstop Action Wrestling, ocorreu no dia  2 de dezembro de 2007 no Impact! Zone na cidade de Orlando, Florida. Seu lema foi: "Silent Night...Bloody Night". Esta foi a quarta edição da cronologia do Turning Point.
| #                              | Resultados | Estipulação                                          | Tempo |
| ------------------------------ | --- | ---------------------------------------------------- | ----- |
| 1                              | Johnny Devine e Team 3D (Brother Ray e Brother Devon) derrotaram Jay Lethal e The Motor City Machine Guns (Chris Sabin e Alex Shelley) | Tables macth                                         | 14:59 |
| 2                              | Angelina Love e Velvet Sky derrotaram OBD e Roxxi Laveaux                                                                              | Tag team match                                       | 06:02 |
| 3                              | Eric Young derrotou James Storm (com Jackie Moore)                                                                                     | Singles match                                        | 12:21 |
| 4                              | Scott Steiner, Senshi, B.G James e Petey Williams venceram um Battle Royal.1                                                           | Feast or Fired Battle Royal                          | 11:55 |
| 5                              | Gail Kim (c) derrotou Awesome Kong por desqualificação.                                                                                | Singles match pelo TNA Knockout Women's Championship | 08:23 |
| 6                              | Abyss e Raven derrotaram a Rellik e Black Reign                                                                                        | Match of 10,000 Tacks                                | 14:41 |
| 7                              | Kaz e Booker T (com Sharmell) derrotaram Christian Cage e Robert Roode (com Ms. Brooks).                                               | Tag team match                                       | 15:58 |
| 8                              | Samoa Joe, Kevin Nash e Eric Young derrotaram a Angle Alliance (Kurt Angle, A.J. Styles e Tomko) (com Karen Angle)                     | Six-Man Tag team match                               | 09:31 |
| (c) - Campeão(s) antes da luta | |                                                      |       |

1Outros participantes foram:Shark Boy, Lance Hoyt, Christopher Daniels, Elix Skipper, Homicide, Hernandez, Kip James, Jimmy Rave, Chris Harris e Sonjay Dutt
Feast or Fired Battle Royal
Havia quatro maletas uma em cada corner: um garantia a oportunidade de disputa do TNA World Heavyweight Championship, outra pelo TNA X Division Championship, outra pelo TNA World Tag Team Championship e a última tinha uma Pink slip (recisão de contrato). O conteúdo foi revelado em 13 de dezembro em uma edição do IMPACT!, os resultados foram: Williams obteve a chance de disputar o TNA World Heavyweight Championship, James a oportunidade pelo TNA World Tag Team Championship, Steiner obteve a chance pelo TNA X Division Championship e Daniels recebeu a Pink slip (recisão de contrato). Daniels derrotou a Senshi em 6 de dezembro em uma edição do iMPACT! para garantir a maleta.

## 2008
Turning Point (2008) foi um evento pay-per-view realizado pela Total Nonstop Action Wrestling, ocorreu no dia 9 de Novembro de 2008, no Impact! Zone na cidade de Orlando, Florida. Seu lema foi: "The balance of power has reached a Turning Point." Esta foi a quinta edição da cronologia do Turning Point.
| #                              | Lutas | Estipulação | Tempo |
| ------------------------------ | --- | --- | ----- |
| 1                              | Eric Young eliminou por último Jay Lethal. - Volador Jr. eliminou Sonjay Dutt (06:46) - Jimmy Rave eliminou Volador, Jr. (07:58) - Doug Williams eliminou Jimmy Rave (08:45) - Homicide foi declarado incapacitado de continuar (10:23) - Petey Williams eliminou Consequences Creed (12:47) - Tanahashi eliminou Petey Williams (13:20) - Jay Lethal eliminou Tanahashi (14:54) - Eric Young eliminou Doug Williams (15:41) - Eric Young eliminou Jay Lethal (17:12) | Ten Man X Division Elimination Rankings match para definir o desafiante nº um pelo TNA X Division Championship | 17:02 |
| 2                              | Taylor Wilde e Roxxi derrotaram Awesome Kong e Raisha Saeed (com Rhaka Khan). Taylor fez o pin em Raisha. | Knockout Tag team match                                                                                        | 09:07 |
| 3                              | Rhino derrotou Sheik Abdul Bashir. | Grudge match                                                                                                   | 08:16 |
| 4                              | Beer Money Inc. (James Storm e Robert Roode) (c) (com Jacqueline) derrotaram Motor City Machineguns (Chris Sabin e Alex Shelley). Roode fez o pin em Sabin. | Tag team match pelo TNA World Tag Team Championship                                                            | 17:01 |
| 5                              | Booker T (c) (com Sharmell) derrotou Christian Cage. Pela estipulação como Cage perdeu teria que se tornar membro de The Main Event Mafia. | Singles match pelo TNA Legends Championship                                                                    | 11:45 |
| 6                              | Kurt Angle derrotou Abyss | Falls Count Anywhere match                                                                                     | 17:18 |
| 7                              | Kevin Nash derrotou Samoa Joe. | Revenge match                                                                                                  | 11:26 |
| 8                              | Sting (c) derrotou A.J. Styles | Singles match pelo TNA World Heavyweight Championship                                                          | 14:54 |
| (c) - Campeão(s) antes da luta | | |       |